# Адміністративний поділ Української РСР

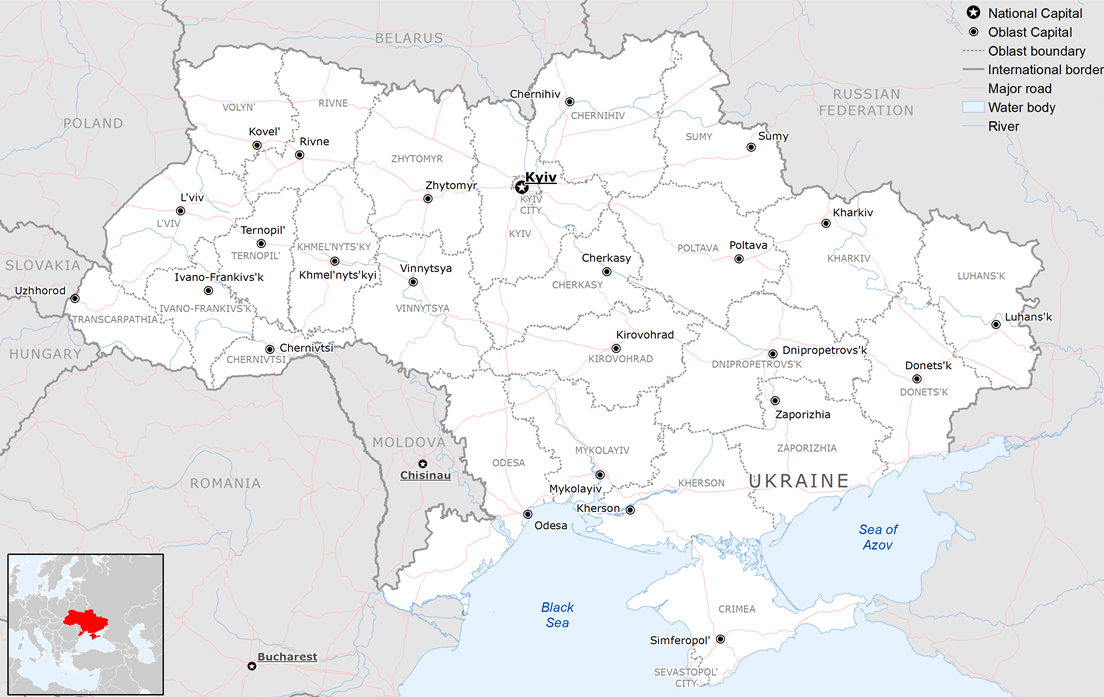
Адміністративний поділ УРСР остаточно сформувався 1959 року зі скасуванням Дрогобицької області. Відтоді межі одиниць вищого рівня фактично не зазнавали змін (Кримська область отримала статус Автономної Республіки в 1991 році, а Луганська область певний час називалася Ворошиловградською).

Історія поділу УРСР з 1921 р. як частина історії поділу України

У цій статті відображено зміни адміністративно-територіального поділу УРСР в розрізі адміністративних одиниць першого порядку протягом існування республіки.
Українська Соціалістична Радянська Республіка (УСРР) була проголошена 25 грудня 1917 року та отримала ще імперський поділ території на губернії, повіти та волості. Далі адміністративна система УСРР/УРСР була складовою частиною системи Радянського Союзу. У Конституції УСРР 1919 року закріплювалося поняття сільських і міських рад як основи місцевого самоврядування. У 1923 році було замінено повіти і волості на крупніші округи та райони, а у 1925 році ліквідовано губернії. 1930 року було ліквідовано округи, а у 1932 році було утворено області. Так було запроваджено систему центр — область — район — місцева рада, яка проіснувала в УСРР/УРСР і Україні до реформи 2015–2020 років.

## Адміністративний поділ у 1917—1925 роках (губернії)

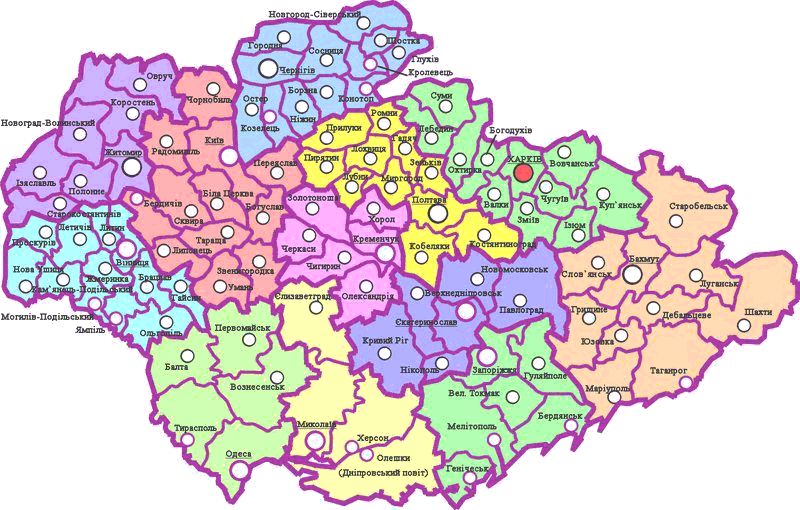
Губернії та повіти УСРР у 1921 році

Губернії УСРР перед початком їх скасування у червні 1925

Округи УСРР після скасування поділу на губернії (1 серпня 1925)

На час створення УСРР ділилася на 8 губерній:
| № п/п | Губернія                  | Центр        |
| ----- | ------------------------- | ------------ |
| 1     | Волинська губернія        | Житомир      |
| 2     | Катеринославська губернія | Катеринослав |
| 3     | Київська губернія         | Київ         |
| 4     | Подільська губернія       | Вінниця      |
| 5     | Полтавська губернія       | Полтава      |
| 6     | Харківська губернія       | Харків       |
| 7     | Херсонська губернія       | Херсон       |
| 8     | Чернігівська губернія     | Чернігів     |

- 5 лютого 1919 року утворена Донецька губернія[1] (центр — Луганськ, згодом перенесений до Бахмута; межі губернії встановлені 16 квітня 1920 року[2])
- У січні 1920 року центр Херсонської губернії перенесено до Миколаєва.
- 28 січня 1920 року утворена Одеська губернія з центром в Одесі (постанова Всеукрревкому від 28.01.1920)
- 30 липня 1920 року утворена Олександрівська губернія з центром в Олександрівську (декрет ВУЦВК від 30.07.1920)
- 15 серпня 1920 року утворена Кременчуцька губернія з центром у Кременчуці (декрет ВУЦВК від 30.07.1920)[3]

Таким чином, на 1 березня 1921 року в УСРР було 12 губерній.
- 6 січня 1921 року Херсонська губернія перейменована на Миколаївську.[4]
- 23 березня 1921 року Олександрівська губернія перейменована на Запорізьку.[5]
- У 1921 році частина Волинської губернії відійшла до Польщі.
- 21 жовтня 1922 року ліквідовані Запорізька і Кременчуцька губернії, Миколаївська і Одеська губернії об'єднані в одну під назвою Одеська.[6]

Таким чином, з 1922 до 1925 року в УСРР було 9 губерній:
| № п/п | Губернія                                     | Центр        |
| ----- | -------------------------------------------- | ------------ |
| 1     | Волинська губернія (Волинь)                  | Житомир      |
| 2     | Донецька губернія (Донеччина)                | Бахмут       |
| 3     | Катеринославська губернія (Катеринославщина) | Катеринослав |
| 4     | Київська губернія (Київщина)                 | Київ         |
| 5     | Одеська губернія (Одещина)                   | Одеса        |
| 6     | Подільська губернія (Поділля)                | Вінниця      |
| 7     | Полтавська губернія (Полтавщина)             | Полтава      |
| 8     | Харківська губернія (Харківщина)             | Харків       |
| 9     | Чернігівська губернія (Чернігівщина)         | Чернігів     |

У 1924 році створено АМСРР зі столицею в Балті.

## Адміністративний поділ у 1923—1930 роках (округи)

Округи УСРР в 1929—1930 роках

Постановами від 7 березня і 12 квітня 1923 року ВУЦВК встановив новий адміністративно-територіальний поділ УСРР, згідно з яким у 9 губерніях замість 102 повітів і 1989 волостей було утворено 53 округи і 706 районів.
У 1924 році 2 округи були ліквідовані і ще 2 округи були передані до складу РСФРР.
Постановою ВУВЦК від 3 червня 1925 р. «Про ліквідацію губерній і перехід до триступеневої системи управління» ліквідовувалися губернії (з 1 серпня 1925 р.), а УСРР була поділена на АМСРР і 41 округу. Тією ж постановою було розформовано 8 округів, а окремими постановами прийнятими 3 і 10 червня 1925 року було визначено, як саме територія кожного розформованого округу мала розподілятися між іншими округами.
| № п/п | Округа             | Центр               |
| ----- | ------------------ | ------------------- |
| 1     | Артемівська        | Артемівськ          |
| 2     | Бердичівська       | Бердичів            |
| 3     | Білоцерківська     | Біла Церква         |
| 4     | Вінницька          | Вінниця             |
| 5     | Житомирська        | Житомир             |
| 6     | Запорізька         | Запоріжжя           |
| 7     | Зінов'ївська       | Зінов'ївськ         |
| 8     | Ізюмська           | Ізюм                |
| 9     | Кам'янецька        | Кам'янець           |
| 10    | Катеринославська   | Катеринослав        |
| 11    | Київська           | Київ                |
| 12    | Конотопська        | Конотоп             |
| 13    | Коростенська       | Коростень           |
| 14    | Кременчуцька       | Кременчук           |
| 15    | Криворізька        | Кривий Ріг          |
| 16    | Куп'янська         | Куп'янськ           |
| 17    | Лубенська          | Лубни               |
| 18    | Луганська          | Луганськ            |
| 19    | Маріупольська      | Маріуполь           |
| 20    | Мелітопольська     | Мелітополь          |
| 21    | Миколаївська       | Миколаїв            |
| 22    | Могилівська        | Могилів             |
| 23    | Ніженська          | Ніжин               |
| 24    | Новгород-Сіверська | Новгород-Сіверський |
| 25    | Одеська            | Одеса               |
| 26    | Павлоградська      | Павлоград           |
| 27    | Першомайська       | Першомайськ         |
| 28    | Полтавська         | Полтава             |
| 29    | Прилуцька          | Прилуки             |
| 30    | Проскурівська      | Проскурів           |
| 31    | Роменська          | Ромни               |
| 32    | Сталінська         | Сталін              |
| 33    | Старобільська      | Старобільськ        |
| 34    | Сумська            | Суми                |
| 35    | Тульчинська        | Тульчин             |
| 36    | Уманська           | Умань               |
| 37    | Харківська         | Харків              |
| 38    | Херсонська         | Херсон              |
| 39    | Черкаська          | Черкаси             |
| 40    | Чернігівська       | Чернігів            |
| 41    | Шепетівська        | Шепетівка           |

Подальші зміни адмінподілу:
- 19 серпня 1925 року Новгород-Сіверська округа перейменована на Глухівську з перенесенням окружного центру до Глухова.
- У 1925 році Житомирська округа перейменована на Волинську.
- 16 жовтня 1925 р. до складу Північно-Кавказького краю РСФРР відійшло 8 районів Шахтинської округи (з м. Шахти) та 6 районів Таганрізької округи (з м. Таганрог).
- 16 жовтня 1925 року територія колишнього Путивльського повіту (без Крупецької волості) була передана Українській СРР[13] та увійшла до складу Глухівської округи. Тим же рішенням, до складу округи увійшли села Рожковичі та Ситне колишньої Хінельської волості Севського повіту Орловської губернії, а також села Василівське, Зноб-Трубчевська, Карпеченкове, Кудоярове, Любахове, Новоасилівка, Українське колишньої Селецької волості Трубчевського повіту Орловської губернії.

Тим же рішенням до складу УСРР зі складу РСФРР передано:
колишню Криничанську волость, бувш. Суджанського повіту, Курської губернії; південну частину Грайворонської волости, Грайворонського повіту, Курської губернії; південну частину Муромської волости, Білгородського повіту, Курської губернії і Троїцьку волость та частину Уразівської волости Валуйського повіту, Вороніжської губернії.
- 1 квітня 1926 року колишня Семенівська волость передана зі складу РСФРР до складу УРСР і включена до Конотопської округи.
- 19 квітня 1926 року села Баранівка, Муравейня, Смикарівка, Смолине, Товстодубове, Фотовиж колишньої Хінельської волості Севського повіту Орловської губернії увійшли до складу Української СРР і були включені до Глухівської округи.
- 16 червня 1926 року ліквідовано Павлоградську округу.
- 20 липня 1926 року Катеринославська округа перейменована на Дніпропетровську з перейменування окружного центру на Дніпропетровськ.
- 5 січня 1927 року Черкаська округа перейменована на Шевченківську.
- Щодо внесення коректив в районний поділ впродовж 1925—1928 рр., то тут простежувалась тенденція до зменшення кількості районів. Якщо у 1925 р. УСРР складалась з 632 районів, то 1928 р. їх налічувалося 589. Деякі округи ліквідовували райони без санкції центральних установ. Саме тому, починаючи з 1927 р., ЦАТК вимагала від окружних комісій обґрунтування подібних змін, а саме надання інформації щодо економічної відсталості району, незручності сполучення населених пунктів з райцентром та їх тяжіння до адміністративних центрів інших районів, господарської та економічної неоднорідності складу району, ставлення населення до розформування району. Відповідно до зазначених критеріїв у 1927 р. ЦАТК ухвалила подання до ВУЦВК про розформування Григоріопольського та Слободзейського районів АМСРР; Охраміївського, Чернотичського, Алтинівського, Грузчанського районів Конотопської округи, внесла зміни в адміністративно-територіальний поділ Дніпропетровщини, ухваливши об'єднання території Діївського та Лоцмано-Кам'янського районів, Царичанського та Прядинського, Мануїлівського та Єлизавето-Кам'янського, а також розформування Знам'янського району.[14][15][16]
- 1929 року столицю АМСРР перенесено до Тирасполя.
- 13 червня 1930 року ліквідовані 13 округ: Глухівська, Ізюмська, Кам'янецька, Коростенська, Куп'янська, Могилівська, Ніженська, Першомайська, Прилуцька, Роменська, Старобільська, Тульчинська та Шепетівська.[17]
- З 15 вересня ліквідована решта округ. Республіка перейшла на двоступеневу систему управління.

## Адміністративний поділ у 1930—1932 роках (двоступенева система)
Постановою від 2 вересня 1930 року з 15 вересня всі округи були ліквідовані, УСРР поділялась на 503 адміністративні одиниці:
- Автономна Молдавська соціалістична радянська республіка (АМСРР) у складі 11 районів;
- 484 райони;
- 18 міст республіканського підпорядкування:
  - Харків;
  - Київ;
  - Одеса;
  - Дніпропетровське;
  - Миколаїв;
  - Сталіне;
  - Полтава;
  - Житомир;
  - Луганське;
  - Зінов'ївське;
  - Кременчук;
  - Херсон;
  - Вінниця;
  - Запоріжжя;
  - Бердичів;
  - Дмитріївське;
  - Суми;
  - Маріюпіль.

Пізніше в 1930 році ліквідовано Машівський район, а в 1931 році ліквідовано ще 119 районів. Так у складі УРСР (за винятком АМСРР) залишилося 364 районів.

## Адміністративний поділ з лютого1932року (утворення областей)
Постановою позачергової IV сесії ВУЦВК XII скликання від 9 лютого 1932 року на території УСРР було утворено 5 областей: Вінницьку, Дніпропетровську, Київську, Одеську та Харківську — у складі 16 міст та 341 районів. Водночас 4 міста і 13 промислових районів Донбасу не були включені до території жодної області, а залишилися у центральному підпорядкуванні. Також було ліквідовано 8 районів Донбасу із розподіленням їх територій між іншими районами і містами Донбасу, а один район (Велико-Димерський) було ліквідовано із віднесенням його території до Київської міської ради. Отже, в УСРР стало 23 адміністративні одиниці вищого порядку:
- Вінницька область (у складі 2 міст та 69 районів);
- Дніпропетровська область (у складі 4 міст та 50 районів);
- Київська область (у складі 2 міст та 98 районів);
- Одеська область (у складі 4 міст та 46 районів);
- Харківська область (у складі 4 міст та 78 районів);
- автономна Молдавська соціялістична радянська республіка;
- адміністративно-територіальні одиниці Донбасу залишені у центральному підпорядкуванні:
  - 4 міські ради:
    - Луганська;
    - Макіївська;
    - Маріюпільська;
    - Сталінська.

  - 13 районів:
    - Артемівський (з 4 квітня 1932 міськрада[22]);
    - Ворошилівський (з 4 квітня 1932 міськрада[22]);
    - Горлівський (з 4 квітня 1932 міськрада[22]);
    - Гришинський;
    - Кадіївський (з 4 квітня 1932 міськрада[22]);
    - Костянтинівський (з 4 квітня 1932 міськрада[22]);
    - Краматорський (з 20 червня 1932 міськрада[23]);
    - Краснолуцький (з 20 червня 1932 міськрада[23]);
    - Лисичанський;
    - Рівеньківський;
    - Риківський (з 4 квітня 1932 міськрада[22]);
    - Сорокинський;
    - Чистяківський (з 4 січня 1933 року міськрада[24]).

У тому ж році було створено дві області:
- Донецька область (2 липня 1932)[25] з центром у м. Артемівському (з 16 липня у м. Сталіному[26]) — з частин Дніпропетровської та Харківської областей, а також міст і районів центрального підпорядкування;
- Чернігівська область (15 жовтня 1932 року)[27] — з частин Київської і Харківської областей.

20 травня 1934 року перечислено до складу Красенівського радгоспу Чорнобаївського району Київської області земельні площі радгоспу:
9 га Золотоніського р-ну (Київ. обл.) та 782 га Оржицького р-ну і 666 га Драбівського р-ну Харківської області.
4 червня 1934 р. перечислено до складу Мархлевського району Київської області село Корчівку Троянівського р-ну (Київ. обл.), село Людвиківку та частину колонії Синявки Дзержинського р-ну Вінницької області, колонії Осову та Лугову і частину Гуто-Жабокрицької сільради Баранівського р-ну (Київ. обл.), села Кам'яний Майдан та Болярку Новоград-Волинського р-ну (Київ. обл.).
21 січня 1934 ВУЦВК постановив перенести столицю УСРР із Харкова до Києва, а сам переїзд відбувся 24 червня 1934 року.
На початку 1935 року в усіх областях і в АМСРР було розукрупнено райони. Таким чином були затверджені:
- в Автономній Молдавській Соціалістичній Радянській Республіці — 1 міськрада і 13 районів;
- у Київській області — 2 міськради і 93 райони;
- у Харківській області — 4 міськради і 83 райони;
- у Дніпропетровській області — 5 міськрад і 58 районів;
- у Донецькій області — 13 міськрад і 38 районів;
- в Одеській області — 4 міськради і 70 районів;
- у Вінницькій області — 4 міськради і 76 районів;
- у Чернігівській області — 1 міськрада і 55 районів.

3 червня 1935 р. перечислено:
- Черепівську, Жуківську, Дмитріївську сільські ради і хут. Ракіти[35] Миколаївської сільради Улянівського району Харківської області — до складу Буринського району Чернігівської області;
- Хут. Дороганів (артіль «8 березня») Тернівської сільради Ульяновського р-ну Харківської області — до складу Недригайлівського району Чернігівської області.[36]

25 червня 1935 р. передано:
- Котлівську[37] та Москаленківську сільради Градизького р-ну Харківської області до складу Іркліївського р-ну Київської області;
- Вершадську, Галаганівську та Стецівську сільради Новогеоргіївського р-ну Харківської області — до складу Чигиринського р-ну Київської області.[38]

14 листопада 1935 р. перечислено сільради Близнюківського р-ну Харківської області до складу Дніпропетровської області:
- Вербоватську — до Юр'ївського району;
- Путятинську[39] — до Петропавлівського району;
- Новоруську та Кахівську — до Павлоградського району.[40]

11 березня 1936 р. перечислено Бубнівщанську сільраду Пирятинського району Харківської області до складу Яблунівського району Чернігівської області.
26 травня 1936 року перечислено радгосп ім. Тельмана Укрсадовинтресту Кишеньківського району Харківської області до складу Царичанського району Дніпропетровської області.
Поділ УРСР на 7 областей і Молдовську АРСР було закріплено у Конституції СРСР прийнятій 5 грудня 1936 року.

## Розділення областей у 1937–1939 роках (+8 областей)

УPСР в 1937—1938 роках (МАРСР і 11 областей)

22 вересня 1937 ЦВК СРСР утворив 4 нові області в УРСР, розділивши існуючі Харківську, Київську, Вінницьку та Одеську області відповідно. Таким чином було утворено:
- Полтавську область — із Харківської та частини Київської областей,
- Житомирську область — із Київської та частини Вінницької областей,
- Кам'янець-Подільську область — із Вінницької області,
- Миколаївську область — із Одеської та частини Дніпропетровської областей.

Тією ж постановою було передано кілька районів із Київської до Вінницької області і ліквідовано Житомирський, Новоград-Волинський, Коростенський, Проскурівський, Шепетівський, Кам'янець-Подільський і Могилів-Подільський округи УРСР.

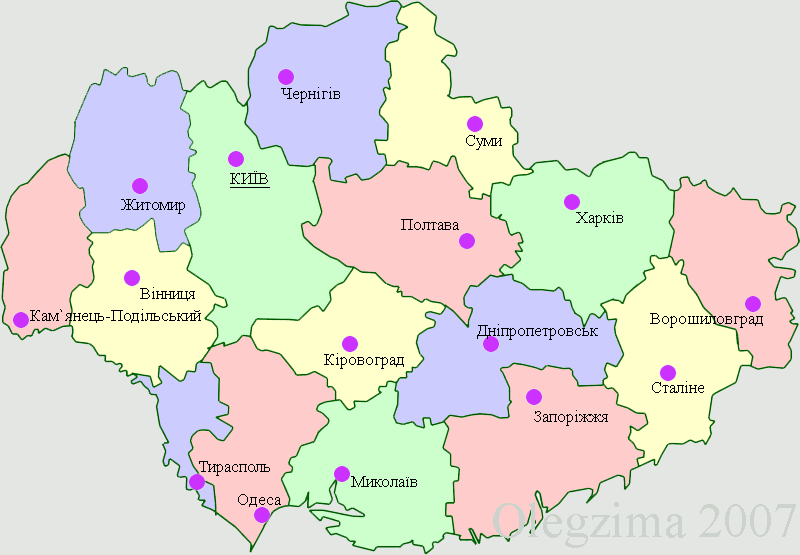
УPСР в 1938—1939 роках (МАРСР і 15 областей)

3 червня 1938 року Донецьку область було розділено на Сталінську (південно-західна частина) та Ворошиловградську області (північно-східна частина).
10 січня 1939 року було утворено 3 нові області:
- Сумську область — із частин Харківської, Чернігівської та Полтавської областей;
- Кіровоградську область — із частин Миколаївської, Одеської, Київської та Полтавської областей;
- Запорізьку область — із частин Дніпропетровської (основна частина) та Миколаївської областей.

Так, УРСР стала складатися із Молдавської АРСР та 15 областей:
- Вінницька область
- Ворошиловградська область
- Дніпропетровська область
- Житомирська область
- Запорізька область
- Кам'янець-Подільська область
- Київська область
- Кіровоградська область
- Миколаївська область
- Одеська область
- Полтавська область
- Сталінська область
- Сумська область
- Харківська область
- Чернігівська область

26 березня 1939 року при розформуванні Карл-Лібкнехтівського району Одеської обл. Зульцька, Гальбштадська, Шенфельдська, Карл-Лібкнехтовська, Катеринентальська, Карлсруевська, Іоганестальська сільради передані до Варварівського району Миколаївської області.
23 жовтня 1939 нп Чистопіль (на північ Самійлівка) Старо-Керменчикського р-ну Сталінської області включено до складу Ново-Златопільського р-ну Запорізької області.

## Територіальні зміни під час Другої світової війни 1939–1945 рр.

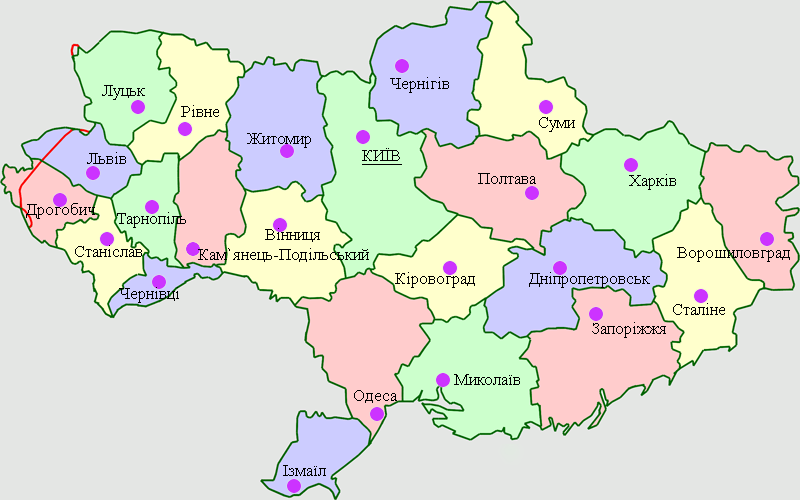
Областi УPСР в 1940—1945 роках

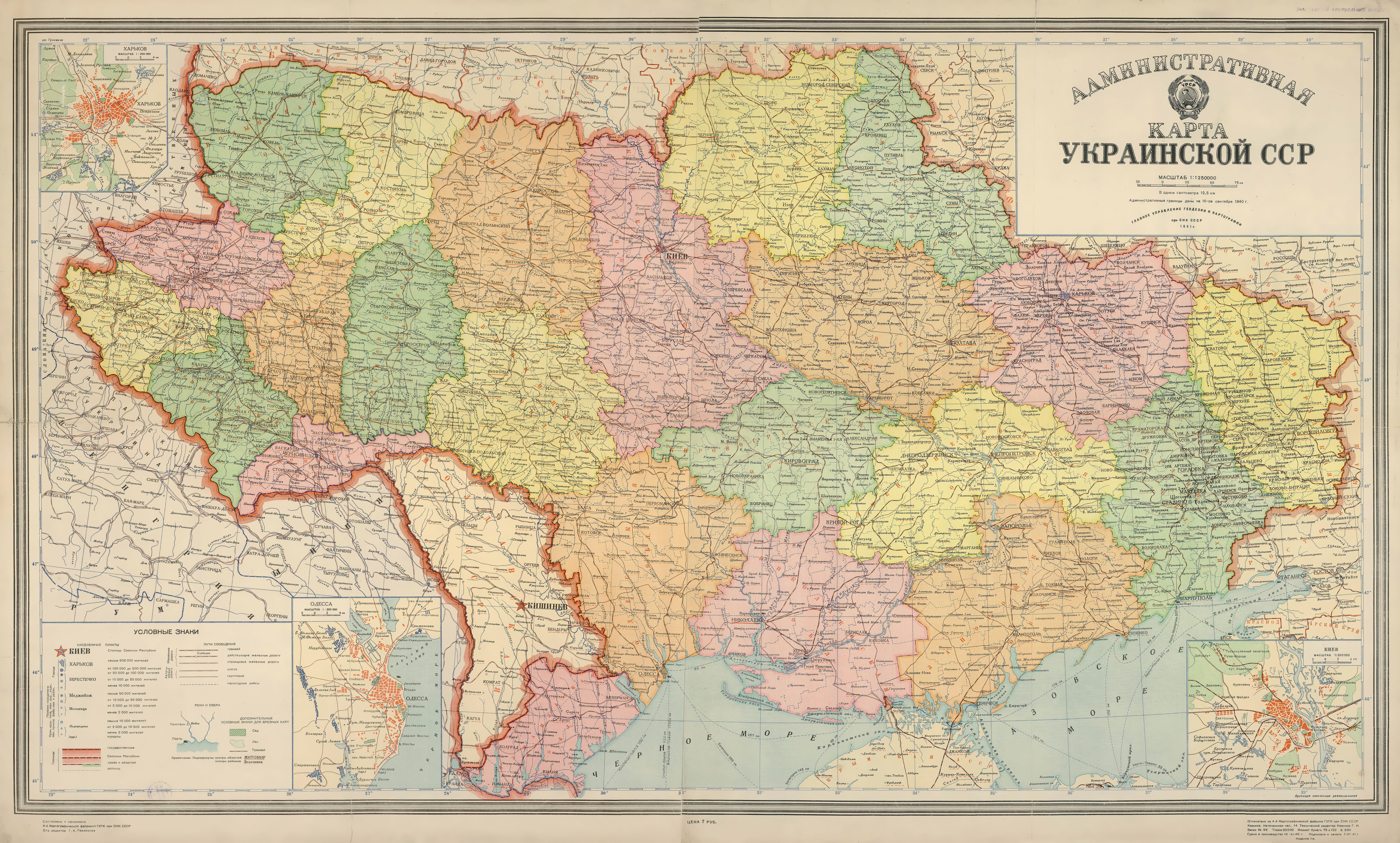
Адміністративна карта Української РСР на 10 вересня 1940 року

Між початком Другої світової війни 1 вересня 1939 року і початком Німецько-радянської війни 22 червня 1941 року до УРСР було приєднано території Західної України, Північної Буковини і Південної Бессарабії, на яких утворено 8 нових областей. Наприкінці війни до УРСР також було приєднано Закарпаття і утворено Закарпатську область, а із територій інших областей утворено Херсонську область. Так, в УРСР стало 25 областей.

### Приєднання Західної України
Після початку окупації Польщі у вересні 1939 року до СРСР було включено територію Західної України.
4 грудня 1939 року із приєднаних територій було утворено 6 нових областей у складі УРСР:
- Волинська область (центр — Луцьк, 6 повітів),
- Дрогобицька область (10 повітів),
- Львівська область (13 повітів),
- Станіславська область (10 повітів),
- Тарнопольська область (13 повітів),
- Ровенська область (5 повітів).

17 січня 1940 року повіти було ліквідовано і утворено райони у складі цих областей:
- Волинська область (3 міста і 30 районів),
- Дрогобицька область (5 міст і 30 районів),
- Львівська область (1 місто і 37 районів),
- Ровенська область (1 місто і 30 районів),
- Станіславська область (2 міста і 37 районів),
- Тарнопільська область (2 міста і 38 районів).

### Приєднання Буковини та Бессарабії
У червні–липні 1940 року до СРСР було приєднано Бессарабію та Північну Буковину.
2 серпня 1940 року Північну Буковину та 3 повіти Бессарабії (Аккерманський, Ізмаїльський та Хотинський) було включено до складу УРСР, а на решті території Бессарабії було утворено Молдавську РСР.  Також до Молдавської РСР було передано частину районів Молдавської АРСР із складу УРСР. Решта території Молдавської АРСР увійшла до Одеської області.[джерело?]
7 серпня 1940 року було внесено зміни до конституції СРСР щодо утворення у складі України Аккерманської та Чернівецької областей. До Чернівецької області увійшли території Північної Буковини (Чернівецького повіту) і Хотинського повіту Бессарабії, а до Аккерманської області увійшли території Аккерманського та Ізмаїльського повітів Бессарабії.[джерело?]
4 листопада 1940 року між УРСР і новоутвореною Молдавською РСР було визначено кордон.
12(11?) листопада 1940 року було ліквідовано повіти і утворено 12 районів у Чернівецькій області, а 3 міста було залишено в обласному підпорядкуванні.
7 грудня 1940 року центр Аккерманської області був перенесений з Аккермана до Ізмаїла, а сама область перейменована на Ізмаїльську.
Станом на 1 січня 1941 року в Ізмаїльській області налічувалося 13 районів та 3 міста обласного підпорядкування.

### Приєднання Закарпаття
29 червня 1945 року було укладено договір між СРСР і Чехословацькою Республікою, на підставі якого територію Закарпатської України (Підкарпатської Русі) було включено до складу УРСР.
22 січня 1946 року на її території було утворено Закарпатську область із центром у місті Ужгород. У її складі були перелічені міста Ужгород і Мукачево і 13 округів.

### Інші зміни
- 30 грудня 1939 р. Гольмянська сільрада Любашівського р-ну Одеської обл. передана до Балтського р-ну Молдавської АРСР.[64]
- 7 березня 1940 р. перечислено з Зборівського району Тарнопільської обл. до складу Дунаївського району Львівської обл. населені пункти: Поморяни, Бубщани, Богутин, Нестюки, Торгів і Махнівці (з перейменуванням Дунаївського р-ну в Поморянський).[65]
- 21 червня 1940 р. Улянівська селищна рада з Охтирського р-ну Сумської області перечислена до Богодухівського р-ну Харківської обл.[66]
- 11 лютого 1941 р. нас. пункт Блюменталь (нині в смузі с. Красна Поляна) Куйбишевського р-ну Запорізької області перечислено до Старо-Керменичського р-ну Сталінської області.[67]
- 1941 року центром Кам'янець-Подільської області замість Кам'янця-Подільська став Проскурів (назва області при цьому не змінилася)[68]
- 30 березня 1944 року було утворено Херсонську область із центром у місті Херсон, до якої було передано місто Херсон і 13 районів із складу Миколаївської області та 6 районів із складу Запорізької області. Водночас із Одеської області було передано 5 районів до Миколаївської області.[69]
- Указом Президії ВР СРСР від 5 листопада 1944 р. Дар'їно-Єрмаківська сільрада (анклав;  Дар'їно-Єрмаківка та с-ще (х.) Кошари)  була повернута з Красногвардійського району[ru] Ростовської області до складу Свердловського району Ворошиловградської області.

## Зміни у 1944–1954 роках

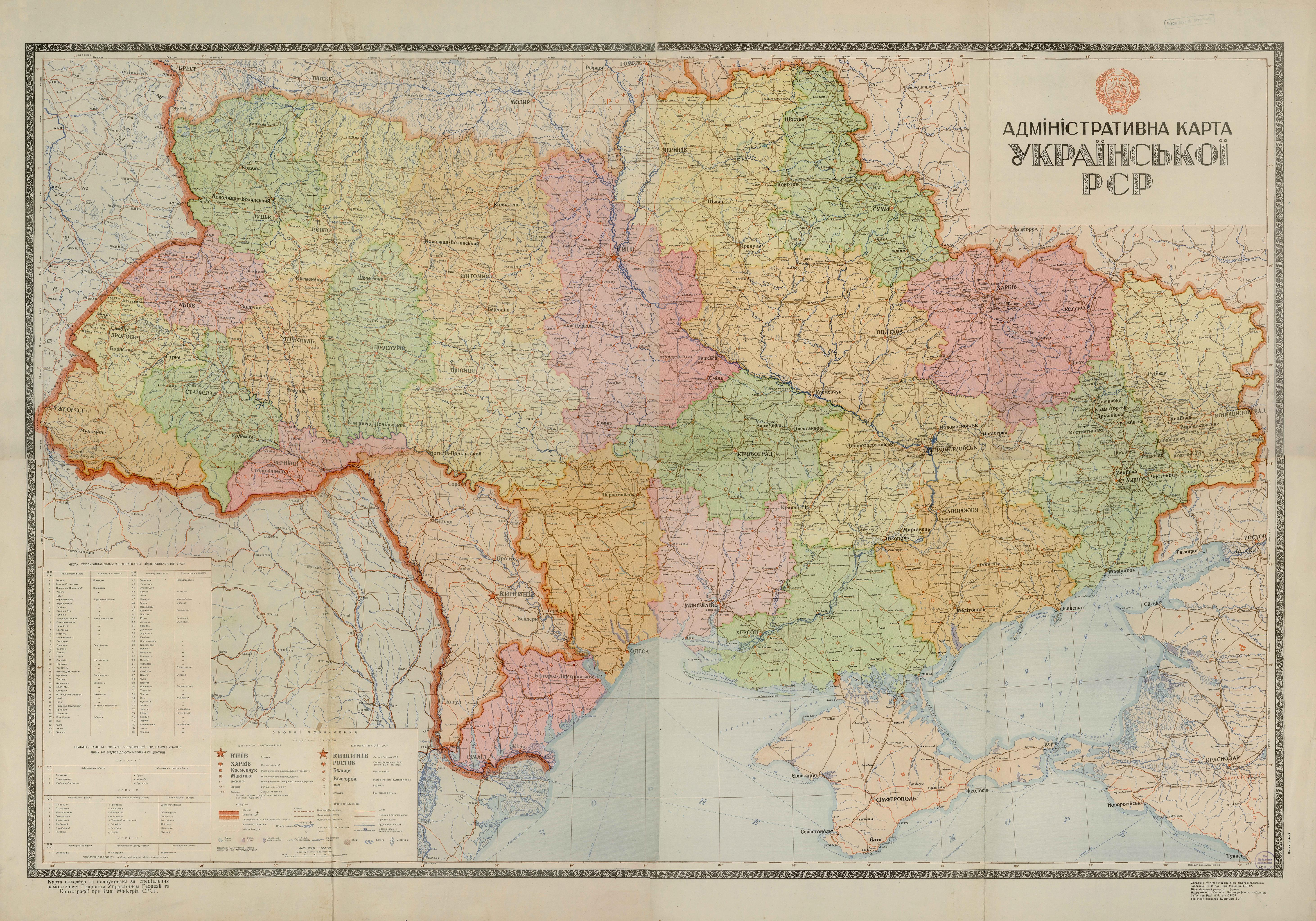
Адміністративна карта Української РСР на 1 листопада 1947

- 12 березня 1949 року Перемогівська сільська рада Чернігівської обл. передана до Київської області;[70]
 с-ще Зачатівка та х. Краснівка[71] Запорізької обл. перечислені до складу Сталінської області.[72]
- 13 червня 1950 року Закутинецька сільська рада Вінницької обл. перейшла до Житомирської області.[73]
- 5 квітня 1951 року х. Миколаївка та х. Олександрівка (Верхньодуванської сільради)[74]  Ворошиловградської обл. передано до складу Харківської області (та надалі вважати селами).[75]
- 25 червня 1951 х. Хрущова Полтавської обл. перечислено до Чапаєвської сільради (Чапаєве) Красноградського р-ну Харківської області (с. Чапаєве та х. Хрущова вважати за один населений пункт — с. Чапаєве).[76]
- 16 травня 1952 року с. Пирятинщина Сумської обл. передано до Полтавської області.[77]
- 24 червня 1952 року с. Борщова Київської обл. передано до складу Копенкуватської сільради Підвисоцького р-ну Кіровоградської області.[78]
- 10 квітня 1953 року Чорнявська сільська рада Чигиринського р-ну Кіровоградської області передана до складу Черкаського р-ну Київської області.[79]
- 8 червня 1953 року с. Веселе та Гущин Гадяцького р-ну Полтавської області перечислено до Синівського р-ну Сумської області (з об'єднанням Гущин та Потапиха в одне село Потапиха).[80]
- 11 червня 1953 року Путятинська[81] сільрада Петропавлівського р-ну Дніпропетровської обл. об'єднано з Миколаївською Другою сільрадою Близнюківського р-ну Харківської обл. — в одну Миколаївську Другу сільраду (Миколаївка Друга), включивши її  до складу Близнюківського р-ну Харківської області.[82]
- 29 серпня 1953 р. Мар'їнська сільська рада (Мар'їне) Краснокутського р-ну Харківської обл. передана до складу Котелевського р-ну Полтавської області.[83]
- 19 листопада 1953 року Сагунівська сільська рада Чигиринського р-ну Кіровоградської області передана до складу Черкаського р-ну Київської області.[84]
- 23 листопада Стельмахівська сільська рада Куп'янського р-ну Харківської обл. передана до складу Сватівського р-ну Ворошиловградської області.[85]

Крім цього у 1944–1951 роках у зв'язку із уточненням кордону між СРСР та Польщею відбулися такі зміни у Львівській та Дрогобицькій областях:
- Так у жовтні 1944 року до Польщі перейшли Горинецький, Любачівський, Ляшківський, Синявський та Угнівський райони Львівської області.
- У березні 1945 року до Польщі перейшли Бірчанський, Лісківський та західна частина Перемишльського (з центром) райони Дрогобицької області.[джерело?]
- У травні 1948 року до Польщі перейшов Медиківський район Дрогобицької області.[джерело?]
- У 1951 році до Польщі перейшов Нижньо-Устріцький район Дрогобицької області.[джерело?]
- 15 лютого від Польщі до складу Львівської області перейшов Забузький район (адміністративний центр — місто Белз). Зараз на території району розташоване місто Червоноград.

Також, указом Президії Верховної Ради УРСР від 9 листопада 1953 року округи Закарпатської області було перетворено на райони.

### Адміністративний поділ на1 січня1954року
25 областей
- Вінницька область
- Волинська область
- Ворошиловградська область
- Дніпропетровська область
- Дрогобицька область
- Житомирська область

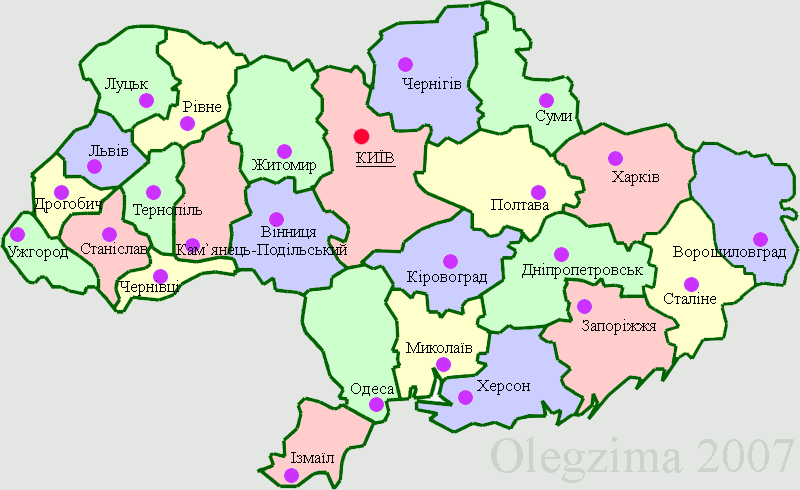
Області УPСР в 1946—1954 роках

- Закарпатська область (створена 22 січня 1946 року на території Закарпатської України, що перейшла до УРСР після скінчення німецько-радянської війни)
- Запорізька область
- Ізмаїльська область
- Кам'янець-Подільська область
- Київська область
- Кіровоградська область
- Львівська область
- Миколаївська область
- Одеська область
- Полтавська область
- Рівненська область
- Сталінська область
- Станіславська область
- Сумська область
- Тернопільська область (назву змінено з Тарнопольської 9 серпня 1944 року у зв'язку зі зміною назви обласного центру)
- Харківська область
- Херсонська область (створена 30 березня 1944 року з частин Миколаївської та Запорізької областей)
- Чернівецька область
- Чернігівська область

### Адміністративний поділ на кінець1954року
26 областей
На честь трьохсотріччя возз'єднання України та Росії у адміністративному складі УРСР відбулися деякі зміни. Так:
- 6 січня 1954 року до складу Київської області відійшли Згурівський та Яготинський райони Полтавської області[89]
- 7 січня 1954 року створена Черкаська область (з частин Київської, Полтавської, Кіровоградської областей)
- Перейменована 4 лютого 1954 року Кам'янець-Подільська область на Хмельницьку (назва центру змінилася з Проскурова на Хмельницький)
- 12 лютого 1954 року до складу Черкаської області включено Чигиринський р-н Кіровоградської області.[90]
- 15 лютого 1954 року до складу Одеської області була приєднана Ізмаїльська область. При цьому деякі райони Одеської області перейшли до сусідніх Кіровоградської (Вільшанський, Гайворонський, Голованівський, Ульянівський) та Миколаївської (Велико-Врадіївський, Доманівський, Кривоозерський, Мостовський, Первомайський р-ни з м. Первомайськ)[91]
- 19 лютого 1954 до складу УРСР була включена Кримська область РРФСР — затверджено 26 квітня 1954 з відповідними змінами у Конституції СРСР[92].

## Адміністративний поділ УРСР у1970–1990роках
З 1954 року на мапі УРСР відбулися наступні зміни:
- 3 березня 1955 року Стрілківську та Щасливцівську сільські Ради Кримської області перечислено до складу Генічеського району Херсонської області.[93]
- 30 грудня 1956 року Лупарівська сільська рада (Лупареве) Херсонської обл. передана до складу Миколаївської області.[94]
- 22 травня 1957 року Указом Президії ВР УРСР передано сільські ради:[95]

до складу Кодимського району Одеської обл. передано Івашківську та Пиріжнянську сільради Чечельницького р-ну Вінницької обл.;

до складу Тетіївського району Київської обл. — Клюківську і Стадницьку Оратівського р-ну Вінницької обл.;

до складу Фастівського району Київської обл. — Великогуляківську Корнинського р-ну Житомирської обл.;

в підпорядкування Мар'янівській сільраді Уланівського району Вінницької області відійшло село Червона Володимирівка (Великоволицької сільради) Любарського району Житомирської області.
- 21 жовтня 1957 року передано Студеноцьку сільську раду Краснолиманського р-ну Сталінської обл. до складу Ізюмського р-ну Харківської області.[96]
- 5 березня 1958 року Ворошиловградська область перейменована (разом з адміністративним центром) на Луганську
- 20 червня 1958 року Гориглядська сільрада Станіславської області передана до складу Тернопільської області.[97]
- 21 травня 1959 року до складу Львівської області були включені всі райони Дрогобицької області, що ліквідована.
- 25 червня 1959 року Васютинецька (Васютинці) і Луко-Барська сільські ради передані з Хмельницької області до складу Вінницької області.[98]
- 10 липня 1959 року Довжицька (Довжик), Комсомольська (Пірки) і Першотравнева сільські ради Сумської області до складу Полтавської області.[99]
- 12 листопада 1959 року з Черкаської обл. при ліквідації Шрамківського району Богданівська та Капустинська сільради перейшли до Яготинського району Київської області, при скасувані Златопільського району смт Златопіль та Андріївська (Андріївка), Буртівська (Бурти), Дібровська, Йосипівська, Капітанівська, Листопадівська, Оситнязька, Тишківська та Туріянська сільради — до складу Новомиргородського району Кіровоградської області[100]
- 30 грудня 1959 року було передано з Вінницької обл. Волівську сільську Раду (Волова) до складу Одеської області[101]; Пастирська сільська рада Черкаської області — до складу Кіровоградської області.[102]
- 29 лютого 1960 року села Новоселівка, Новоселівка Друга і Шевченка Чернігівської обл. передані до складу Сумської області;
 Рубано-Мостівська сільська рада Черкаської обл. передана до Кіровоградської області.[103]
- 3 березня 1960 року села Прикордонне і Слобідка Хмельницької області перейшли до складу Рівненської області.[104]
- 23 серпня 1960 року Олександрівська сільська рада Київської обл. передана до складу Черкаської області.[105]
- 19 січня 1961 року Залижнянська (Залижня) та Фусівська (Фусів) сільські ради Волинської області передані до складу Львівської області.[106]
- 11 серпня 1961 року до складу Ружинського району Житомирської області відійшло село Причепівка Сквирського району Київської області.[107]
- 9 листопада 1961 року Сталінська область перейменована (разом з адміністративним центром) на Донецьку
- 14 червня 1962 року Яцьківська сільська рада перейшла від Харківської області до складу Донецької області.[108]
- 9 листопада 1962 року Станіславська область перейменована (разом з адміністративним центром) на Івано-Франківську[109]
- 17 січня 1963 року Сватківська сільська рада Сумської області передана до складу Полтавської області.[110]
- 9 травня 1963 року Пастирська сільська рада Кіровоградської області передана до складу Черкаської області.[111]
- 7 червня 1963 року село Миколаівка[112] Донецької області передано до складу Дніпропетровської області.[113]
- 29 червня 1963 року Тихохутірська сільська рада Київської області передана до складу Черкаської області.[114]
- 27 січня 1964 року Вереміївська, Жовнинська, Кліщинська та Тимченківська сільські ради Полтавської області передані до складу Черкаської області.[115]
 27 січня 1964 року Горбанівська сільська рада Черкаської області передана до складу Київської області.[115]
- 4 січня 1965 року село Педашка Друга[116] Харківської обл. перейшло до складу Полтавської області.[117]
- 4 січня 1965 року Талалаївську селищну Раду і Березівську, Болотницьку, Волошнівську, Довгалівську, Лавірківську, Новогребельську, Сильченківську, Скороходівську, Українську, Хоминцівську, Чернецьку та Ярошівську сільради Роменського району Сумської області передано до складу Срібнянського району Чернігівської області;
 сільради Ічнянського району Чернігівської обл.: Дептівську — до складу Конотопського району і Корінецьку — до складу Роменського району Сумської області;
 до складу Кодимського району Одеської області Баштанківську та Загнітківську сільради Крижопільського району Вінницької обл.;
 Яснопільську сільраду Доманівського району Миколаївської обл. до складу Березівського району Одеської області.[118]
- 5 лютого 1965 року Вікнинська та Червонянська сільради Вінницької обл. перейшли до складу Кіровоградської області;
 с. Копи Миколаївської сільради Миколаївського району Одеської обл. передано до складу Доманівського району Миколаївської області з підпорядкуванням села Володимирівській сільській Раді;
 Галузійська та Серхівська сільська рада і Залізницька та Судченська сільська рада Ровенської області передані до Волинської області;
 с. Бичева та Рогізна Мшанецької сільради Старокостянтинівського району Хмельницької області до складу Любарського району Житомирської області з підпорядкуванням сіл Великоволицькій сільській Раді;
 Волошнівська, Новогребельська, Хоминцівська та Ярошівська сільради Срібнянського району Чернігівської області — (зворотньо; див. вище 04.01.1965) до складу Роменського району Сумської області.[119]
- 20 червня 1968 року частина Петрівського р-ну (в кількості 1499 га) Кіровоградської обл. передана підприємствам міста Жовті Води Дніпропетровської обл.[120]
- 15 листопада 1968 року передано село Заболоцьке[121] Чернігівської обл. до складу Київської області.[122]
- 5 січня 1970 року Луганська область перейменована (разом з адміністративним центром) на Ворошиловградську.[123]
- 13 квітня 1971 року с. Новопригоже Харківської обл. передано до складу Донецької області.[124]
- 12 листопада 1971 р. Григорівська сільська рада Київської обл. передана до складу Черкаської області.[125]
- 20 листопада 1972 року Бірківський коноплезавод[126] Гадяцького р-ну Полтавської обл. передано до складу Липоводолинського р-ну Сумської області.[127]
- 21 листопада 1972 року смт Власівка (включивши територію 1976 га) із Полтавської обл. передано до Кіровоградської області.[128]
- На 01 грудня 1973 року уточнено дані про територію Київської (28,9), Миколаївської (24,6) і Херсонської (28,5 тис. км²) областей.[129]
- 5 квітня 1976 року село Свердлова[130] Міусинської міської ради Краснолуцької міськради Ворошиловградської обл. передано до складу Донецької області[131] (14 липня 1976 р. с. Свердлова включено в смугу/межі смт Залісне[132])
- 20 липня 1976 року село Коржиха Вінницької обл. передано до складу Київської області.[133]
- 29 грудня 1981 р. с-ще Степове Житомирської обл. передано до Київської області.[134]
- 3 березня 1988 року Білоусівська сільська рада Миколаївської області передана до складу Херсонської області.[135]

Таким чином з 1959 в УРСР було 25 областей:
| № п/п | Область                   | Площа (км²) | Населення 1 січня 1976 | Населення 1 січня 1987 | Центр            | Склад                                  | Докладніше |
| 1     | Вінницька область         | 26 513      | 2 073 000              | 1 947 000              | Вінниця          | 26 районів                             | докладніше |
| 2     | Волинська область         | 20 144      | 1 011 000              | 1 035 000              | Луцьк            | 15 районів                             | докладніше |
| 3     | Ворошиловградська область | 26 684      | 2 819 000              | 2 849 000              | Ворошиловград    | 18 районів                             | докладніше |
| 4     | Дніпропетровська область  | 31 974      | 3 570 000              | 3 857 000              | Дніпропетровськ  | 20 районів                             | докладніше |
| 5     | Донецька область          | 26 517      | 5 141 000              | 5 368 000              | Донецьк          | 18 районів                             | докладніше |
| 6     | Житомирська область       | 29 832      | 1 585 000              | 1 543 000              | Житомир          | 22 райони                              | докладніше |
| 7     | Закарпатська область      | 12 777      | 1 134 000              | 1 206 000              | Ужгород          | 13 районів                             | докладніше |
| 8     | Запорізька область        | 27 180      | 1 894 000              | 2 064 000              | Запоріжжя        | 18 районів                             | докладніше |
| 9     | Івано-Франківська область | 13 928      | 1 311 000              | 1 382 000              | Івано-Франківськ | 14 районів                             | докладніше |
| 10    | Київська область          | 28 970      | 3 888 000              | 4 446 000              | Київ             | 26 районів і 1 міськрада (Київ)        | докладніше |
| 11    | Кіровоградська область    | 24 588      | 1 261 000              | 1 229 000              | Кіровоград       | 21 районів                             | докладніше |
| 12    | Кримська область          | 26 945      | 2 062 000              | 2 397 000              | Сімферополь      | 15 районів і 1 міськрада (Севастополь) | докладніше |
| 13    | Львівська область         | 21 833      | 2 517 000              | 2 686 000              | Львів            | 20 районів                             | докладніше |
| 14    | Миколаївська область      | 24 598      | 1 215 000              | 1 309 000              | Миколаїв         | 19 районів                             | докладніше |
| 15    | Одеська область           | 33 310      | 2 543 000              | 2 623 000              | Одеса            | 26 районів                             | докладніше |
| 16    | Полтавська область        | 28 748      | 1 733 000              | 1 722 000              | Полтава          | 25 районів                             | докладніше |
| 17    | Ровенська область         | 20 047      | 1 095 000              | 1 171 000              | Ровно            | 15 районів                             | докладніше |
| 18    | Сумська область           | 23 834      | 1 435 000              | 1 427 000              | Суми             | 18 районів                             | докладніше |
| 19    | Тернопільська область     | 13 823      | 1 173 000              | 1 152 000              | Тернопіль        | 16 районів                             | докладніше |
| 20    | Харківська область        | 31 415      | 2 976 000              | 3 163 000              | Харків           | 25 районів                             | докладніше |
| 21    | Херсонська область        | 28 461      | 1 113 000              | 1 231 000              | Херсон           | 18 районів                             | докладніше |
| 22    | Хмельницька область       | 20 645      | 1 577 000              | 1 525 000              | Хмельницький     | 20 районів                             | докладніше |
| 23    | Черкаська область         | 20 900      | 1 554 000              | 1 529 000              | Черкаси          | 20 районів                             | докладніше |
| 24    | Чернівецька область       | 8 097       | 880 000                | 918 000                | Чернівці         | 10 районів                             | докладніше |
| 25    | Чернігівська область      | 31 865      | 1 515 000              | 1 422 000              | Чернігів         | 22 райони                              | докладніше |
|       | Разом                     | 603 628     | 49 075 000             | 51 201 000             | Київ             | 480 районів і 2 міськради              |            |

Подальші зміни адміністративного устрою УРСР зв'язані лише з перейменуванням Ворошиловградської області (центр Ворошиловград) на Луганську область (центр Луганськ) у зв'язку з перейменуванням обласного центра 4 травня 1990 року. На території Чернігівської області було збудоване місто Славутич для постраждалих від Чорнобильської катастрофи у 1986. Місто підпорядковане Київській області і фактично є ексклавом (відокремлене від основної адміністративної одиниці).
Самостійна Україна отримала у спадок радянську систему областей та районів лише дещо змінивши статус Кримської області (12 лютого 1991 року була створена Кримська АРСР).
У липні 1991 року Ровенська область перейменована на Рівненську.
У грудні 1994 р. змінені межі Дніпропетровської та Кіровоградської областей шляхом взаємного обміну територіями Криворізького Дніпропетровської області та Петрівського району Кіровоградської області площею 51,3 гектара.
З часів Радянського Союзу також збільшилася загальна кількість районів України, деякі міста районного підпорядкування перейшли до когорти обласних, з'явилися нові міста та селища.